# Масваям
Масваям — река на северо-востоке полуострова Камчатка.
Длина реки — 19 км. Протекает по территории Олюторского района Камчатского края. Исток расположен в сопках Пылгинского хребта полуострова Говена. Впадает в залив Корфа.
Название в переводе с корякского Мачваям — «хорошая река».

## Данные водного реестра
По данным государственного водного реестра России относится к Анадыро-Колымскому бассейновому округу. Код объекта в государственном водном реестре — 19060000212120000006325.